# راء
الراء (ر) هو الحرف العاشر من الأبجدية العربية، وهو من الحروف الشمسية، وفيه من صفات القوة مثل الجهر والانحراف والتكرير والتفخيم، وصفات متوسطة كالإذلاق، وصفات ضعف مثل الاستفال والانتفاخ والترقيق.[بحاجة لمصدر]، وقيمته 200 حسب نظام حساب الجمل.

## في اللغات الأخرى
- بالعبرانية يُنطق حرف الراء «رش».
- وبالسريانية يُنطق «ريش» ومعناها رأس لأن صورتها في اللغة الفينيقية تشبه الرأس.

## النطق
مخرجه من طرف اللسان وظهره مما يلي رأسه.

## في القرآن
ذُكرت الراء في القرآن الكريم في 11793 موضع، وتكون مفخمة إذا كانت مفتوحة أو مضمومة، أو ساكنة وسبقها حرف مضموم أو مفتوح، أو سبقت بحرف واو ساكن أو حرفاً ساكناً صحيحاً أو كسرة أصلية، وإذا كانت ساكنة بعد همزة وصل.
وتُرَقق إذا كانت مكسورة، أو ساكنة بسبب الوقف وسبقها ياء ساكنة، وإذا كانت ساكنة وسبقها كسر أصلي ولم يلحقها حرف من حروف الاستعلاء.[بحاجة لمصدر]